# گل‌کوب هالماهرا
گل‌کوب هالماهرا (نام علمی: Dicaeum schistaceiceps) نام یک گونه از سرده گل‌کوب‌های اصلی است.